# Labeo dussumieri
Labeo dussumieri är en fiskart som först beskrevs av Achille Valenciennes 1842.  Labeo dussumieri ingår i släktet Labeo och familjen karpfiskar. IUCN kategoriserar arten globalt som livskraftig. Inga underarter finns listade i Catalogue of Life.